# New York Drama Critics' Circle
Il New York Drama Critics' Circle è un premio statunitense che viene assegnato ai migliori spettacoli teatrali di prosa e musical rappresentati a Broadway e nell'Off Broadway. Fondato nel 1935 all'Hotel Algonquin di New York, il premio è il secondo premio teatrale più longevo negli Stati Uniti, preceduto solo dal Premio Pulitzer per la drammaturgia.